# Wtoraja nizszaja liga ZSRR w piłce nożnej mężczyzn
Wtoraja Nizszaja Liga SSSR (ros. Вторая низшая лига СССР – pol. Druga Niższa Liga ZSRR) – czwarta klasa rozgrywek Mistrzostw Związku Radzieckiego w piłce nożnej. Mistrzostwa klubów były rozgrywane od 1936 do końca istnienia ZSRR w 1991. System rozgrywek zmieniał się na przestrzeni lat. Najczęściej turnieje o Mistrzostwo ZSRR toczyły się w formie rozgrywek ligowych (mecz i rewanż) w systemie wiosna-jesień. Zmieniała się także nazwa najwyższej ligi. Nazwę Wtoraja Nizszaja Liga nadano jej w sezonie 1990 i istniała tylko jeszcze w 1991. W latach 1936–1937 nosiła nazwę Grupa G (w latach 1938–1989 nie istniała, z wyjątkiem 1970 Klasa B).